# Етьєн де Віньоль
Етьєн де Віньоль (фр. Étienne de Vignolles), більш відомий під прізвиськом Ла Гір (La Hire, від давньофр. ire — гнів; 1390, Прешак-ле-Бен (Гасконь) — 11 січня 1443, Монтобан) — французький полководець епохи Столітньої війни, соратник Жанни д'Арк.

## Біографія
Етьєн де Віньоль увійшов в історію під прізвиськом Ла Гір, яке він отримав за нестримний норов і грубість. Це був типовий представник покоління, що виросло під час Столітньої війни: з дитинства він не думав ні про що, крім війни, був дуже хоробрий, але вкрай погано вихований і абсолютно неосвічений.
У 1418 році разом зі своїм бойовим товаришем Потоном де Сентрайлем він приєднався до армії дофіна Карла. У цьому ж році він відзначився, взявши у бургундців замок Кусі. Після взяття замку Кусі девізом Ла Гіра стали слова «Не король я, не принц, не герцог я, не граф; я — сеньйор де Кусі». Однак на наступний рік зрадниця-покоївка випустила на свободу полонених бургундців, які тут же захопили замок.
У 1421 році відбулася битва при Боже між англійцями й об'єднаною франко-шотландською армією. У цій переможній для французів і шотландців битві брав участь і Ла Гір. У тому ж році він зламав ногу, але не в бою: коли він спав на заїжджому дворі, на нього звалилася труба. Ла Гір на все життя залишився кульгавим. Але це не завадило йому продовжити кар'єру хороброго воїна. Англійці, жартуючи над ним, називали його «Святий Гнів Божий» або просто «Гнів Божий», але підійти до нього або просто знаходитися з ним на близькій відстані вони боялися.
У вересні 1427 року з його допомогою було знято облогу Монтаржі, а в жовтні 1428 року Ла Гір приїхав в Орлеан, який піддався англійської облозі. З неймовірною енергією він брав участь в атаках на англійців, брав участь у тому числі і в «оселедцевій битві».
Після призначення Жанни д'Арк головнокомандуючим армією Ла Гір стає одним з її найвірніших соратників. Він хоробро бився при знятті облоги Орлеана і, пізніше, під час Луарської операції. Ла Гіру і де Сентрайлю, який командував авангардом французької армії в битві при Пате, належить головна заслуга в перемозі в цій битві.
У 1430 році він потрапив у полон до бургундців, звідки зумів викупитися за допомогою короля. Після повернення з полону Ла Гір прославився зухвалими рейдами по зайнятій англійцями Нормандії. У 1435 році відбулася битва при Жерберуа, у якій невеличкий французький загін під керівництвом Ла Гіра і Потон де Сентрайля розбив трьохтисячний англійську армію. Етьєн де Віньоль стійко переносив рани, холод, голод і епідемії, але в 1442 під час боїв на південному заході під Монтобаном Ла Гір був поранений, захворів і незабаром помер.